# 在日アイスランド人
在日アイスランド人（ざいにちアイスランドじん）は、日本に一定期間在住するアイスランド国籍の人々である。

## 統計
日本の法務省の在留外国人統計によると、2018年6月末時点で在日アイスランド人は51人である。
在留資格別（3位まで）
| 順位 | 在留資格         | 人数 |
| ---- | ---------------- | ---- |
| 1    | 留学             | 17   |
| 2    | 永住者           | 11   |
| 3    | 日本人の配偶者等 | 10   |

都道府県別（3位まで）
| 順位 | 都道府県 | 人数 |
| ---- | -------- | ---- |
| 1    | 東京     | 23   |
| 2    | 京都     | 6    |
| 3    | 大阪     | 5    |

## 著名人
- ダグル・シグルドソン